# Phụ Ninh
Phụ Ninh (chữ Hán phồn thể:阜寧縣, chữ Hán giản thể: 阜宁县) là một huyện thuộc địa cấp thị Diêm Thành, tỉnh Giang Tô, Cộng hòa Nhân dân Trung Hoa. Huyện này có diện tích 1439 ki-lô-mét vuông, dân số 1,06 người. Mã số bưu chính 224400. Chính quyền huyện đóng ở trấn Phụ Thành. Về mặt hành chính, huyện này được chia ra các đơn vị gồm 20 trấn: Phụ Thành, Câu Đôn, Ngô Than, Hợp Lợi, Trần Lương, Thi Trang, Tam Táo, Quách Thự, Tân Câu, Trần Tập, Dương Trại, Lô Bồ, Thạc Tập, Bản Hồ, Đông Câu, Ích Lâm, Công Hưng, Dương Tập, Cổ Hà, La Kiều.

## Dân số
| Dữ liệu khí hậu của Phụ Ninh (1991–2020 normals, extremes 1981–2010) | Dữ liệu khí hậu của Phụ Ninh (1991–2020 normals, extremes 1981–2010) | Dữ liệu khí hậu của Phụ Ninh (1991–2020 normals, extremes 1981–2010) | Dữ liệu khí hậu của Phụ Ninh (1991–2020 normals, extremes 1981–2010) | Dữ liệu khí hậu của Phụ Ninh (1991–2020 normals, extremes 1981–2010) | Dữ liệu khí hậu của Phụ Ninh (1991–2020 normals, extremes 1981–2010) | Dữ liệu khí hậu của Phụ Ninh (1991–2020 normals, extremes 1981–2010) | Dữ liệu khí hậu của Phụ Ninh (1991–2020 normals, extremes 1981–2010) | Dữ liệu khí hậu của Phụ Ninh (1991–2020 normals, extremes 1981–2010) | Dữ liệu khí hậu của Phụ Ninh (1991–2020 normals, extremes 1981–2010) | Dữ liệu khí hậu của Phụ Ninh (1991–2020 normals, extremes 1981–2010) | Dữ liệu khí hậu của Phụ Ninh (1991–2020 normals, extremes 1981–2010) | Dữ liệu khí hậu của Phụ Ninh (1991–2020 normals, extremes 1981–2010) | Dữ liệu khí hậu của Phụ Ninh (1991–2020 normals, extremes 1981–2010) |
| Tháng                                                                | 1                                                                    | 2                                                                    | 3                                                                    | 4                                                                    | 5                                                                    | 6                                                                    | 7                                                                    | 8                                                                    | 9                                                                    | 10                                                                   | 11                                                                   | 12                                                                   | Năm                                                                  |
| -------------------------------------------------------------------- | -------------------------------------------------------------------- | -------------------------------------------------------------------- | -------------------------------------------------------------------- | -------------------------------------------------------------------- | -------------------------------------------------------------------- | -------------------------------------------------------------------- | -------------------------------------------------------------------- | -------------------------------------------------------------------- | -------------------------------------------------------------------- | -------------------------------------------------------------------- | -------------------------------------------------------------------- | -------------------------------------------------------------------- | -------------------------------------------------------------------- |
| Cao kỉ lục °C (°F)                                                   | 19.2 (66.6)                                                          | 25.2 (77.4)                                                          | 26.7 (80.1)                                                          | 32.3 (90.1)                                                          | 35.6 (96.1)                                                          | 37.2 (99.0)                                                          | 37.7 (99.9)                                                          | 37.3 (99.1)                                                          | 35.3 (95.5)                                                          | 31.3 (88.3)                                                          | 28.0 (82.4)                                                          | 20.0 (68.0)                                                          | 37.7 (99.9)                                                          |
| Trung bình ngày tối đa °C (°F)                                       | 6.1 (43.0)                                                           | 8.6 (47.5)                                                           | 13.6 (56.5)                                                          | 20.0 (68.0)                                                          | 25.3 (77.5)                                                          | 28.8 (83.8)                                                          | 31.0 (87.8)                                                          | 30.5 (86.9)                                                          | 26.9 (80.4)                                                          | 22.1 (71.8)                                                          | 15.4 (59.7)                                                          | 8.6 (47.5)                                                           | 19.7 (67.5)                                                          |
| Trung bình ngày °C (°F)                                              | 1.5 (34.7)                                                           | 3.6 (38.5)                                                           | 8.2 (46.8)                                                           | 14.2 (57.6)                                                          | 19.8 (67.6)                                                          | 23.9 (75.0)                                                          | 27.1 (80.8)                                                          | 26.6 (79.9)                                                          | 22.3 (72.1)                                                          | 16.7 (62.1)                                                          | 10.2 (50.4)                                                          | 3.8 (38.8)                                                           | 14.8 (58.7)                                                          |
| Tối thiểu trung bình ngày °C (°F)                                    | −1.9 (28.6)                                                          | −0.1 (31.8)                                                          | 3.9 (39.0)                                                           | 9.4 (48.9)                                                           | 15.1 (59.2)                                                          | 20.0 (68.0)                                                          | 24.2 (75.6)                                                          | 23.7 (74.7)                                                          | 18.9 (66.0)                                                          | 12.6 (54.7)                                                          | 6.3 (43.3)                                                           | 0.2 (32.4)                                                           | 11.0 (51.9)                                                          |
| Thấp kỉ lục °C (°F)                                                  | −11.8 (10.8)                                                         | −12.7 (9.1)                                                          | −7.8 (18.0)                                                          | −1.1 (30.0)                                                          | 4.8 (40.6)                                                           | 12.0 (53.6)                                                          | 17.8 (64.0)                                                          | 16.0 (60.8)                                                          | 9.9 (49.8)                                                           | 1.2 (34.2)                                                           | −6.0 (21.2)                                                          | −11.5 (11.3)                                                         | −12.7 (9.1)                                                          |
| Lượng Giáng thủy trung bình mm (inches)                              | 25.3 (1.00)                                                          | 29.9 (1.18)                                                          | 45.0 (1.77)                                                          | 46.5 (1.83)                                                          | 69.4 (2.73)                                                          | 134.1 (5.28)                                                         | 206.0 (8.11)                                                         | 197.4 (7.77)                                                         | 82.0 (3.23)                                                          | 42.9 (1.69)                                                          | 45.3 (1.78)                                                          | 24.4 (0.96)                                                          | 948.2 (37.33)                                                        |
| Số ngày giáng thủy trung bình (≥ 0.1 mm)                             | 5.4                                                                  | 6.7                                                                  | 7.5                                                                  | 7.2                                                                  | 9.1                                                                  | 9.0                                                                  | 12.7                                                                 | 12.1                                                                 | 8.3                                                                  | 6.6                                                                  | 6.7                                                                  | 5.0                                                                  | 96.3                                                                 |
| Số ngày tuyết rơi trung bình                                         | 2.4                                                                  | 2.2                                                                  | 0.8                                                                  | 0                                                                    | 0                                                                    | 0                                                                    | 0                                                                    | 0                                                                    | 0                                                                    | 0                                                                    | 0.5                                                                  | 0.8                                                                  | 6.7                                                                  |
| Độ ẩm tương đối trung bình (%)                                       | 72                                                                   | 72                                                                   | 71                                                                   | 70                                                                   | 73                                                                   | 77                                                                   | 83                                                                   | 85                                                                   | 82                                                                   | 76                                                                   | 75                                                                   | 72                                                                   | 76                                                                   |
| Số giờ nắng trung bình tháng                                         | 146.1                                                                | 145.9                                                                | 179.1                                                                | 200.5                                                                | 207.5                                                                | 170.2                                                                | 168.1                                                                | 183.4                                                                | 175.6                                                                | 179.7                                                                | 152.5                                                                | 151.2                                                                | 2.059,8                                                              |
| Phần trăm nắng có thể                                                | 46                                                                   | 47                                                                   | 48                                                                   | 51                                                                   | 48                                                                   | 40                                                                   | 39                                                                   | 45                                                                   | 48                                                                   | 52                                                                   | 49                                                                   | 49                                                                   | 47                                                                   |
| Nguồn: China Meteorological Administration                           |                                                                      |                                                                      |                                                                      |                                                                      |                                                                      |                                                                      |                                                                      |                                                                      |                                                                      |                                                                      |                                                                      |                                                                      |                                                                      |